# 스핀 (가수)
스핀(Spin, 본명은 성유진(成維珍), 1996년 3월 3일 ~ )은 대한민국의 가수, 작사가, 기타리스트, 래퍼 등이다.

## 생애
2009년 성유진 본명으로 《Christmas card from real collabo》라는 프로젝트 음반에 피처링 보컬리스트 참여하여 R&B 가수 첫 데뷔를 하였고 2011년 스핀(Spin) 예명으로 여성 2인조 록 음악 보컬 그룹 "스피넬(SpinEL)"의 보컬리스트 겸 기타리스트로 록 가수 정식 데뷔하였으며 이어 같은 해 2011년 여성 3인조 프로젝트 록 음악 보컬 그룹 "스피넬 엑스(SpinEL X)"의 보컬리스트, 기타리스트 겸 래퍼로 활동하였다.

## 가족 관계
- KBS 한국방송공사 아나운서 성세정의 딸이다.

## 학력
- 서울영등포초등학교 졸업
- 윤중중학교 졸업
- 여의도여자고등학교 졸업
- 경희대학교 포스트모던음악학과